# Runaway Tour (Post Malone)
Runaway Tour —en español: Gira fugitiva— fue la tercera gira de conciertos del rapero y cantante estadounidense Post Malone, en apoyo de su tercer álbum de estudio Hollywood's Bleeding (2019). La gira comenzó en Tacoma, Washington, el 14 de septiembre de 2019 y concluyó en Denver, Colorado, el 12 de marzo de 2020.

## Antecedentes y desarrollo
El 15 de julio de 2019, el rapero anunció que volvería a salir de gira después de concluir el Beerbongs & Bentleys Tour el 25 de agosto de 2019. La gira contó con el segundo Posty Fest anual en Arlington y apariciones en festivales de música en Las Vegas y Nueva Orleans. Swae Lee y Tyla Yaweh fueron anunciados como teloneros.
El 19 de noviembre de 2019, se anunció una segunda etapa en América del Norte para 2020, con Swae Lee y Tyla Yaweh regresando como teloneros.

## Repertorio
1. «Hollywood's Bleeding»
2. «Better Now»
3. «Saint-Tropez»
4. «Goodbyes»
5. «Die for Me»
6. «Allergic»
7. «Candy Paint»
8. «Psycho»
9. «Enemies»
10. «Wow.»
11. «Paranoid»
12. «I Fall Apart»
13. «Over Now»
14. «Take What You Want»
15. «Stay» (acústico)
16. «Circles»
17. «Go Flex»
18. «White Iverson»
19. «Sunflower» (con Swae Lee)
20. «Rockstar»

Encore
1. «Congratulations»

## Fechas
| Día                      | Ciudad           | País           | Lugar                             | Acto de apertura | Entradas vendidas        | Recaudación |
| ------------------------ | ---------------- | -------------- | --------------------------------- | --- | ------------------------ | ----------- |
| Norteamérica             |                  |                |                                   | |                          |             |
| 14 de septiembre de 2019 | Tacoma           | Estados Unidos | Tacoma Dome                       | Swae Lee Tyla Yaweh | 16,356 / 16,356          | $1,723,450  |
| 16 de septiembre de 2019 | Vancouver        | Canadá         | Rogers Arena                      | Swae Lee Tyla Yaweh | 14,541 / 14,541          | $1,474,400  |
| 17 de septiembre de 2019 | Portland         | Estados Unidos | Moda Center                       | Swae Lee Tyla Yaweh | 12,323 / 12,323          | $1,220,548  |
| 19 de septiembre de 2019 | Sacramento       | Estados Unidos | Golden 1 Center                   | Swae Lee Tyla Yaweh | 13,496 / 13,496          | $1,598,148  |
| 21 de septiembre de 2019 | Fresno           | Estados Unidos | Save Mart Center                  | Tyla Yaweh | 11,484 / 11,484          | $1,395,146  |
| 22 de septiembre de 2019 | Las Vegas        | Estados Unidos | Downtown Las Vegas                | — | —                        | —           |
| 26 de septiembre de 2019 | Saint Paul       | Estados Unidos | Xcel Energy Center                | Swae Lee Tyla Yaweh | 27,543 / 27,543          | $3,132,343  |
| 27 de septiembre de 2019 | Saint Paul       | Estados Unidos | Xcel Energy Center                | Swae Lee Tyla Yaweh | 27,543 / 27,543          | $3,132,343  |
| 29 de septiembre de 2019 | Detroit          | Estados Unidos | Little Caesars Arena              | Swae Lee Tyla Yaweh | 14,108 / 14,108          | $1,944,647  |
| 1 de octubre de 2019     | Chicago          | Estados Unidos | United Center                     | Swae Lee Tyla Yaweh | 14,585 / 14,585          | $1,985,303  |
| 3 de octubre de 2019     | Toronto          | Canadá         | Scotiabank Arena                  | Swae Lee Tyla Yaweh | 28,492 / 28,492          | $3,083,830  |
| 4 de octubre de 2019     | Toronto          | Canadá         | Scotiabank Arena                  | Swae Lee Tyla Yaweh | 28,492 / 28,492          | $3,083,830  |
| 6 de octubre de 2019     | Búfalo           | Estados Unidos | KeyBank Center                    | Swae Lee Tyla Yaweh | 13,861 / 13,861          | $1,483,223  |
| 8 de octubre de 2019     | Boston           | Estados Unidos | TD Garden                         | Swae Lee Tyla Yaweh | 26,437 / 26,437          | $3,421,341  |
| 9 de octubre de 2019     | Boston           | Estados Unidos | TD Garden                         | Swae Lee Tyla Yaweh | 26,437 / 26,437          | $3,421,341  |
| 11 de octubre de 2019    | Atlantic City    | Estados Unidos | Boardwalk Hall                    | Swae Lee Tyla Yaweh | 12,907 / 12,907          | $1,746,987  |
| 12 de octubre de 2019    | Washington D. C. | Estados Unidos | Capital One Arena                 | Swae Lee Tyla Yaweh | 14,116 / 14,116          | $2,094,690  |
| 14 de octubre de 2019    | Nueva York       | Estados Unidos | Madison Square Garden             | Swae Lee Tyla Yaweh | 28,967 / 28,967          | $4,227,339  |
| 15 de octubre de 2019    | Nueva York       | Estados Unidos | Madison Square Garden             | Swae Lee Tyla Yaweh | 28,967 / 28,967          | $4,227,339  |
| 17 de octubre de 2019    | Raleigh          | Estados Unidos | PNC Arena                         | Swae Lee Tyla Yaweh | 12,487 / 12,487          | $1,585,642  |
| 18 de octubre de 2019    | Atlanta          | Estados Unidos | State Farm Arena                  | Swae Lee Tyla Yaweh | 12,815 / 12,815          | $1,604,312  |
| 20 de octubre de 2019    | Miami            | Estados Unidos | American Airlines Arena           | Swae Lee Tyla Yaweh | 10,623 / 10,623          | $1,346,521  |
| 21 de octubre de 2019    | Sunrise          | Estados Unidos | BB&T Center                       | Swae Lee Tyla Yaweh | 9,402 / 9,402            | $840,433    |
| 24 de octubre de 2019    | Tampa            | Estados Unidos | Amalie Arena                      | Swae Lee Tyla Yaweh | 13,901 / 13,901          | $1,711,966  |
| 25 de octubre de 2019    | Jacksonville     | Estados Unidos | VyStar Veterans Memorial Arena    | Swae Lee Tyla Yaweh | 11,009 / 11,009          | $1,404,339  |
| 27 de octubre de 2019    | Nueva Orleans    | Estados Unidos | City Park                         | — | —                        | —           |
| 29 de octubre de 2019    | San Antonio      | Estados Unidos | AT&T Center                       | Swae Lee Tyla Yaweh | 13,790 / 13,790          | $1,801,490  |
| 2 de noviembre de 2019   | Arlington        | Estados Unidos | AT&T Stadium                      | Ver listaMeek Mill Pharrell Williams Rae Sremmurd Jaden Smith Dominic Fike Doja Cat Yella Beezy Tyla Yaweh Saint Jhn Iann Dior Beach Fossils Snowy Maj Kerwin Frost G-Eazy | —                        | —           |
| 4 de noviembre de 2019   | Oklahoma City    | Estados Unidos | Chesapeake Energy Arena           | Swae Lee Tyla Yaweh | 12,267 / 12,267          | $1,600,637  |
| 5 de noviembre de 2019   | Houston          | Estados Unidos | Toyota Center                     | Swae Lee Tyla Yaweh | 12,197 / 12,197          | $1,690,741  |
| 8 de noviembre de 2019   | Glendale         | Estados Unidos | Gila River Arena                  | Swae Lee Tyla Yaweh | 13,426 / 13,426          | $1,772,859  |
| 10 de noviembre de 2019  | Denver           | Estados Unidos | Pepsi Center                      | Swae Lee Tyla Yaweh | 13,745 / 13,745          | $1,866,250  |
| 11 de noviembre de 2019  | Salt Lake City   | Estados Unidos | Vivint Smart Home Arena           | Swae Lee Tyla Yaweh | 11,754 / 11,754          | $1,560,258  |
| 14 de noviembre de 2019  | Oakland          | Estados Unidos | Oakland Arena                     | Swae Lee Tyla Yaweh | 13,601 / 13,601          | $1,708,679  |
| 16 de noviembre de 2019  | Anaheim          | Estados Unidos | Honda Center                      | Swae Lee Tyla Yaweh | 25,394 / 25,394          | $2,878,617  |
| 17 de noviembre de 2019  | Anaheim          | Estados Unidos | Honda Center                      | Swae Lee Tyla Yaweh | 25,394 / 25,394          | $2,878,617  |
| 20 de noviembre de 2019  | Inglewood        | Estados Unidos | The Forum                         | Swae Lee Tyla Yaweh | 24,985 / 24,985          | $2,869,733  |
| 21 de noviembre de 2019  | Inglewood        | Estados Unidos | The Forum                         | Swae Lee Tyla Yaweh | 24,985 / 24,985          | $2,869,733  |
| 4 de febrero de 2020     | Omaha            | Estados Unidos | CHI Health Center Omaha           | Swae Lee Tyla Yaweh | 14,501 / 14,501          | $1,926,887  |
| 5 de febrero de 2020     | Kansas City      | Estados Unidos | Sprint Center                     | Swae Lee Tyla Yaweh | 13,406 / 13,406          | $1,881,241  |
| 7 de febrero de 2020     | San Luis         | Estados Unidos | Enterprise Center                 | Swae Lee Tyla Yaweh | 13,387 / 13,387          | $1,920,408  |
| 9 de febrero de 2020     | Indianápolis     | Estados Unidos | Bankers Life Fieldhouse           | Swae Lee Tyla Yaweh | 14,030 / 14,030          | $2,093,697  |
| 11 de febrero de 2020    | Rosemont         | Estados Unidos | Allstate Arena                    | Swae Lee Tyla Yaweh | 12,716 / 12,716          | $1,861,282  |
| 12 de febrero de 2020    | Grand Rapids     | Estados Unidos | Van Andel Arena                   | Swae Lee Tyla Yaweh | 10,924 / 10,924          | $1,625,735  |
| 14 de febrero de 2020    | Toronto          | Canadá         | Scotiabank Arena                  | Swae Lee Tyla Yaweh | 14,667 / 14,667          | $1,246,500  |
| 16 de febrero de 2020    | Montreal         | Canadá         | Bell Centre                       | Swae Lee Tyla Yaweh | 15,523 / 15,523          | $1,692,240  |
| 18 de febrero de 2020    | Newark           | Estados Unidos | Prudential Center                 | Swae Lee Tyla Yaweh | 12,821 / 12,821          | $1,873,212  |
| 19 de febrero de 2020    | Uniondale        | Estados Unidos | Nassau Veterans Memorial Coliseum | Swae Lee Tyla Yaweh | 11,374 / 11,374          | $1,654,145  |
| 21 de febrero de 2020    | Filadelfia       | Estados Unidos | Wells Fargo Center                | Swae Lee Tyla Yaweh | 14,862 / 14,862          | $2,225,439  |
| 22 de febrero de 2020    | Hershey          | Estados Unidos | Giant Center                      | Swae Lee Tyla Yaweh | 8,767 / 8,767            | $1,522,300  |
| 24 de febrero de 2020    | Pittsburgh       | Estados Unidos | PPG Paints Arena                  | Swae Lee Tyla Yaweh | 14,283 / 14,283          | $2,173,510  |
| 27 de febrero de 2020    | Washington D. C. | Estados Unidos | Capital One Arena                 | Swae Lee Tyla Yaweh | 14,305 / 14,305          | $1,982,638  |
| 29 de febrero de 2020    | Columbia         | Estados Unidos | Colonial Life Arena               | Swae Lee Tyla Yaweh | 13,231 / 13,231          | $1,895,616  |
| 1 de marzo de 2020       | Greensboro       | Estados Unidos | Greensboro Coliseum               | Swae Lee Tyla Yaweh | 14,210 / 14,210          | $1,656,401  |
| 3 de marzo de 2020       | Duluth           | Estados Unidos | Infinite Energy Arena             | Swae Lee Tyla Yaweh | 9,482 / 9,482            | $1,373,714  |
| 4 de marzo de 2020       | Nashville        | Estados Unidos | Bridgestone Arena                 | Swae Lee Tyla Yaweh | 13,838 / 13,838          | $1,884,054  |
| 6 de marzo de 2020       | Memphis          | Estados Unidos | FedExForum                        | Swae Lee Tyla Yaweh | 12,737 / 12,737          | $1,699,381  |
| 9 de marzo de 2020       | Houston          | Estados Unidos | Toyota Center                     | Swae Lee Tyla Yaweh | 11,914 / 11,914          | $1,629,539  |
| 10 de marzo de 2020      | Austin           | Estados Unidos | Frank Erwin Center                | Swae Lee Tyla Yaweh | 11,618 / 11,618          | $1,581,477  |
| 12 de marzo de 2020      | Denver           | Estados Unidos | Pepsi Center                      | Swae Lee Tyla Yaweh | 13,102 / 13,102          | $1,853,572  |
| Total                    | Total            | Total          | Total                             | Total | 746,310 / 746,310 (100%) | $92,602,548 |

### Conciertos cancelados
| Fecha               | Ciudad         | País           | Lugar                      | Motivo               |
| ------------------- | -------------- | -------------- | -------------------------- | -------------------- |
| 14 de marzo de 2020 | Las Vegas      | Estados Unidos | MGM Grand Garden Arena     | Pandemia de COVID-19 |
| 15 de marzo de 2020 | Phoenix        | Estados Unidos | Talking Stick Resort Arena | Pandemia de COVID-19 |
| 17 de marzo de 2020 | Ontario        | Estados Unidos | Toyota Arena               | Pandemia de COVID-19 |
| 19 de marzo de 2020 | San Francisco  | Estados Unidos | Chase Center               | Pandemia de COVID-19 |
| 21 de marzo de 2020 | Salt Lake City | Estados Unidos | Vivint Smart Home Arena    | Pandemia de COVID-19 |